# تام پاتریکولا
تام پاتریکولا (انگلیسی: Tom Patricola؛ ‏ ۲۲ ژانویهٔ ۱۸۹۱ – ۱ ژانویهٔ ۱۹۵۰) بازیگر، کمدین، هنرمند وودویل، خواننده و نوازندهٔ یوکللی اهل ایالات متحده آمریکا بود.
از فیلم‌هایی که وی در آن نقش داشته‌است، می‌توان به فروشنده تاماله، بله، بله، آقا، خرید لوئیزیانا، راپسودی در بلو و مهتاب و کاکتوس اشاره کرد.